# Члоуцы
Члоуцы (абх. Ҷлоуаа) — один из субэтносов абхазов, в прошлом немногочисленное абхазское племя в составе абжуйцев. 

## Общие сведения
Своё название получили по наименованию князей Ачба и Лоу, резиденция которых находилась в Члоу.
Говорили на абжуйском диалекте абхазского языка, с которыми ранее жили в непосредственной близости.
До начала их мухаджирства, то есть до 1867 года, племя Члоуцы проживало в Абхазии, в селениях между реками Кодор и Охурей.
Теперь члоуцы изредка встречаются среди абхазской диаспоры в Турции, где проживает подавляющее большинство члоуцев, а также собственно в селах Члоу и Отап Очамчырского района.
В отличие от других абжуйских обществ, члоуцы были известны своей непокорностью. Так, во время Кавказской войны члоуцы воевали против политики русского царизма.
С 1835 по 1836 их вел абрек Исмаил Аджапуа. Новое восстание члоуцев вспыхнуло в 1840 году, подстрекаемые убыхами и шапсугами, они снова восстали против царизма. Но экспедиция Муравьева того же года на время остановила сопротивление члоуцев.
В 1848 году в Абхазию прибыл наиб Шамиля Мохаммед Эмин в целях более активного их вовлечения в антиколониальное движение народов Кавказа.
В 1850 члоуцы подняли новое восстание, к ним присоединилась община села Гуп. Поскольку другие общества практически не поддержали их, восстание было подавлено.
Последняя группа члоуцев покинула Абхазию в 1867 году.
Жители Члоу подверглись нескольким волнам махаджирства — насильственного изгнания абхазов в Турцию. Особо тяжко далось выселение 1867 года.
В 1918 г. в общине Члоу (сёла Члоу и Отап) образована народная гвардия, созданная в целях защиты селения от грабежей и нападений.

## Интересные факты
Большинство выселенных царским правительством члоуцев осело на северо-западе Турции, современная провинция Сакарья, округ Карасу. Здесь ими было основано село, названное в честь родного селения в Абхазии — Члоу. Официальное турецкое название этого селения — Карапынар (тур. Karapınar). По данным на 2000 год, в Карапынаре проживало 1 058 человек.
В советское время в Члоу было меньше переселенцев из Восточной Грузии, чем в других селах Очамчырского и Гудаутского района, поэтому жители Члоу вобрали в себя меньше элементов грузинской культуры, нежели другие общества Абжуа.
В период грузино-абхазского конфликта 1992—1993 штаб Восточного фронта находился в селе Члоу.
Почти все партизанские отряды Восточного фронта состояли из члоуцев.
Хотя грузинской стороной не раз предпринимались такие попытки, войска Госсовета Грузии так и не смогли захватить село Члоу.